# Pilar da Bretanha
Pilar da Bretanha es una freguesia portuguesa perteneciente al municipio de Ponta Delgada, situado en la Isla de São Miguel, Región Autónoma de Azores. Posee un área de 6,12 km² y una población total de 750 habitantes (2001). La densidad poblacional asciende a 122,5 hab/km². Fue creada oficialmente el 10 de julio de 2002 junto con la vecina Ajuda da Bretanha.
- Datos: Q1997367
- Multimedia: Pilar da Bretanha (Ponta Delgada) / Q1997367

1. ↑  Worldpostalcodes.org,código postal n.º 9545-068.